# Kyla Kenedy
Pour les articles homonymes, voir Kenedy.
Kyla Kennedy White est une actrice américaine née le 4 février 2004 à Charleston, également connue sous son nom de scène, Kyla Kenedy.

## Biographie
Née le 4 février 2004 à Charleston, en Caroline du Sud, la petite Kyla Kenedy voit sa carrière d'actrice décoller dès son plus jeune âge.
Elle n'a que 8 ans lorsqu'elle est prise pour jouer dans Les Experts. Après quelques rôles dans diverses séries, elle décroche celui qui la fait connaître du grand public. En 2014, elle incarne la petite sœur de Lizzie Samuels (Brighton Sharbino), Mika Samuels, lors de la quatrième saison de la série télévisée The Walking Dead.
C'est avec sa partenaire dans la série, Brighton Sharbino, que Kyla Kenedy enregistre un single intitulé Begin Again en 2014.

## Filmographie

### Cinéma

#### Longs métrages
- 2012 : The Yellow Wallpaper : Sarah Weiland, âgé de 3 ans
- 2012 : Les Trois Corniauds : Balloon Girl
- 2015 : Réalité : Reality
- 2015 : Champion : une équipe gagnante : Amanda
- 2016 : Love Is All You Need? : Emily Curtis

#### Courts métrages
- 2014 : We Make That Lemonade : Mack
- 2015 : Sarah's friend : Sarah

### Télévision

#### Téléfilms
- 2012 : Raising Izzie : Izzie
- 2013 : Portées disparues : Sage jeune
- 2015 : Romantically Speaking : Ariel
- 2015 : If You Give a Mouse a Cookie : Piper

#### Séries télévisées
- 2011 : Les Experts : Fiona Chambliss (1 épisode)
- 2012-2013 : The New Normal : Rebecca (3 épisodes)
- 2013-2015 : The Walking Dead : Mika Samuels (6 épisodes)
- 2014 : Rizzoli & Isles : Autopsie d'un meurtre : Charlotte (1 épisode)
- 2014: Doc McStuffins : Tamara (1 épisode)
- 2016 - 2017 : The Night Shift : Brianna (8 épisodes)
- 2016 - 2019 : Speechless : Dylan Dimeo (rôle principal - 63 épisodes)
- 2021 - 2022 : Mr. Mayor : Orly Bremer (rôle principal - 20 épisodes)